# إيلناو-إيفريتيكون
إيلناو-إيفريتيكون (بالألمانية: Illnau-Effretikon) هي بلدية ضمن مقاطعة فافيكون في كانتون زيورخ بسويسرا. تُقدر مساحتها ب25.28 كيلومتر مربع، ويقدر عدد سكانها بـ 16298 نسمة (حسب تعداد ديسمبر 2017).

## توأمة
لإيلناو-إيفريتيكون اتفاقيات توأمة مع كل من:
- Orlová [الإنجليزية]‏ [5]
- Mont-sur-Rolle [الإنجليزية]‏ [5]
- غروسبوتفار

## أعلام
- مارتن فوكس
- ماكس بيندر